# Meilleurs handballeurs de l'année au Danemark
Les meilleurs handballeurs de l'année au Danemark distinguent les meilleurs acteurs du handball professionnel danois. Deux classements sont reconnus : 
- depuis 1976 chez les hommes et depuis 1997 chez les femmes, les deux meilleurs joueurs (homme et femme) de l'année au Danemark sont élus par l'association des joueurs de handball, comprenant l'ensemble des joueurs, danois ou étrangers, évoluant en championnat du Danemark et des danois évoluant à l'étranger.
- depuis 2003, les deux meilleurs internationaux (homme et femme) danois de la saison sont désignés par la Fédération danoise de handball.

Enfin, cet article présente les équipes-types des championnats masculin et féminin.

## Meilleurs joueurs de l'année au Danemark

### Palmarès par année
| Saison | Joueur                       | Club                   | Joueuse              | Club                      |
| ------ | ---------------------------- | ---------------------- | -------------------- | ------------------------- |
| 1976   | Henrik Jacobsgaard           | SAGA Frederiksberg     | non décerné          | non décerné               |
| 1977   | Anders Dahl-Nielsen          | KFUM Fredericia        | non décerné          | non décerné               |
| 1978   | Michael Berg (da)            | Holte HB               | non décerné          | non décerné               |
| 1979   | Bjarne Jeppesen              | KFUM Fredericia        | non décerné          | non décerné               |
| 1980   | Hans Henrik Hattesen (1)     | Virum-Sorgenfri HK     | non décerné          | non décerné               |
| 1981   | Michael Berg (da)            | Holte                  | non décerné          | non décerné               |
| 1982   | Jens Erik Roepstorff         | Helsingør IF           | non décerné          | non décerné               |
| 1983   | Jan Have                     | Aarhus KFUM            | non décerné          | non décerné               |
| 1984   | Morten Stig Christensen      | Gladsaxe HG Copenhague | non décerné          | non décerné               |
| 1985   | Hans Henrik Hattesen (2)     | Virum-Sorgenfri HK     | non décerné          | non décerné               |
| 1986   | Michael Fenger               | HIK                    | non décerné          | non décerné               |
| 1987   | Mogens Jeppesen              | Ribe-Esbjerg HH        | non décerné          | non décerné               |
| 1988   | Kim G. Jacobsen (1)          | Kolding IF             | non décerné          | non décerné               |
| 1989   | Lars Lundbye                 | Taastrup               | non décerné          | non décerné               |
| 1990   | Otto Mertz                   | Kolding IF             | non décerné          | non décerné               |
| 1991   | Christian Stadil Hansen      | Gladsaxe HG Copenhague | non décerné          | non décerné               |
| 1992   | Jan Eiberg Jørgensen         | Virum-Sorgenfri HK     | non décerné          | non décerné               |
| 1993   | Nikolaj Bredahl Jacobsen (1) | GOG Håndbold           | non décerné          | non décerné               |
| 1994   | Kim G. Jacobsen (2)          | Kolding IF             | non décerné          | non décerné               |
| 1995   | Rene Boeriths                | GOG Håndbold           | non décerné          | non décerné               |
| 1996   | Søren Haagen                 | GOG Håndbold           | non décerné          | non décerné               |
| 1997   | Christian Hjermind           | SG Flensburg-Handewitt | Merete Møller        | Randers HK                |
| 1998   | Ole Nielsen                  | Team Esbjerg           | Tonje Kjærgaard (1)  | Ikast-Bording EH          |
| 1999   | Nikolaj Bredahl Jacobsen (2) | THW Kiel               | Tonje Kjærgaard (2)  | Ikast-Bording EH          |
| 2000   | Søren Stryger (1)            | GOG Håndbold           | Katrine Fruelund     | Viborg HK                 |
| 2001   | Kasper Hvidt                 | Ademar León            | Heidi Astrup         | Viborg HK                 |
| 2002   | Claus Flensborg              | Kolding IF             | Olga Assink          | GOG Håndbold              |
| 2003   | Lars Christiansen            | SG Flensburg-Handewitt | Camilla Andersen     | Slagelse FH               |
| 2004   | Søren Stryger (2)            | SG Flensburg-Handewitt | Bojana Popović (1)   | Slagelse FH               |
| 2005   | Róbert Gunnarsson            | Aarhus GF              | Bojana Popović (2)   | Slagelse FH               |
| 2006   | Bo Spellerberg (1)           | KIF Kolding            | Tanja Milanović      | Ikast-Bording EH          |
| 2007   | Thomas Mogensen              | SG Flensburg-Handewitt | Cecilie Leganger     | Slagelse DT               |
| 2008   | Mikkel Hansen (1)            | FC Barcelone           | Bojana Popović (3)   | Viborg HK                 |
| 2009   | Hans Lindberg                | HSV Hambourg           | Lærke Møller         | FC Midtjylland/Aalborg DH |
| 2010   | Mikkel Hansen (2)            | AG Copenhague          | Camilla Dalby        | Randers HK                |
| 2011   | Mikkel Hansen (3)            | AG Copenhague          | Maria Fisker         | Viborg HK                 |
| 2012   | Niklas Landin Jacobsen       | Rhein-Neckar Löwen     | Stine Jørgensen      | Aalborg DH                |
| 2013   | Bo Spellerberg (2)           | KIF Copenhague         | Nycke Groot          | FC Midtjylland            |
| 2014   | Niklas Landin Jacobsen       | Rhein-Neckar Löwen     | Nycke Groot          | FC Midtjylland            |
| 2015   | Mikkel Hansen (4)            | Paris Saint-Germain    | Nathalie Hagman (2)  | Team Tvis Holstebro       |
| 2016   | Mikkel Hansen (5)            | Paris Saint-Germain    | Stine Jørgensen (2)  | FC Midtjylland            |
| 2017   | Rasmus Lauge                 | SG Flensburg-Handewitt | Veronica Kristiansen | FC Midtjylland            |
| 2018   | Rasmus Lauge (2)             | SG Flensburg-Handewitt | Vilde Ingstad        | Team Esbjerg              |
| 2019   | Mikkel Hansen (6)            | Paris Saint-Germain    | Sandra Toft          | Team Esbjerg / Brest      |
| 2020   | Niklas Landin Jacobsen (2)   | THW Kiel               | Sandra Toft (2)      | Brest Bretagne Handball   |
| 2021   | Mathias Gidsel               | GOG Håndbold           | Henny Reistad        | Team Esbjerg              |
| 2022   | Simon Pytlick                | GOG Håndbold           | Henny Reistad (2)    | Team Esbjerg              |
| 2023   | Mathias Gidsel (2)           | Füchse Berlin          | Henny Reistad (3)    | Team Esbjerg              |
| 2024   | ?                            | ?                      | ?                    | ?                         |

### Bilan
Les joueurs et joueuses ayant été récompensés à au moins deux reprises sont :
| Rang | Joueur/Joueuse           | Nombre | Années                               |
| ---- | ------------------------ | ------ | ------------------------------------ |
| 1    | Mikkel Hansen            | 6      | 2008, 2010, 2011, 2015, 2016 et 2019 |
| 2    | / Bojana Popović         | 3      | 2004, 2005 et 2008                   |
| 2    | Henny Reistad            | 3      | 2021, 2022 et 2023                   |
| 3    | Hans Henrik Hattesen     | 2      | 1980 et 1985                         |
| 3    | Kim G. Jacobsen          | 2      | 1988 et 1994                         |
| 3    | Nikolaj Bredahl Jacobsen | 2      | 1993 et 1999                         |
| 3    | Tonje Kjærgaard          | 2      | 1998 et 1999                         |
| 3    | Søren Stryger            | 2      | 2000 et 2004                         |
| 3    | Bo Spellerberg           | 2      | 2006 et 2013                         |
| 3    | Nycke Groot              | 2      | 2013 et 2014                         |
| 3    | Stine Jørgensen          | 2      | 2012 et 2016                         |
| 3    | Rasmus Lauge             | 2      | 2017 et 2018                         |
| 3    | Niklas Landin Jacobsen   | 2      | 2014 et 2020                         |
| 3    | Sandra Toft              | 2      | 2019 et 2020                         |
| 3    | Mathias Gidsel           | 2      | 2021 et 2023                         |

## Meilleurs internationaux danois de la saison

### Palmarès par saison
| Saison    | Joueur                     | Club                      | Joueuse                | Club                       |
| --------- | -------------------------- | ------------------------- | ---------------------- | -------------------------- |
| 2023-2024 | Mathias Gidsel (2)         | Füchse Berlin ()          | Louise Burgaard        | Metz Handball ()           |
| 2022-2023 | Simon Pytlick              | SG Flensburg-Handewitt () | Emma Friis             | Ikast Håndbold             |
| 2021-2022 | Mathias Gidsel             | GOG & Füchse Berlin ()    | Sandra Toft (4)        | Brest Bretagne Handball () |
| 2020-2021 | Niklas Landin Jacobsen (3) | THW Kiel ()               | Sandra Toft (3)        | Brest Bretagne Handball () |
| 2019-2020 | Niklas Landin Jacobsen (2) | THW Kiel ()               | Sandra Toft (2)        | Brest Bretagne Handball () |
| 2018-2019 | Mikkel Hansen (7)          | Paris Saint-Germain ()    | Anne Mette Hansen      | Győri ETO KC ()            |
| 2017-2018 | Rasmus Lauge               | SG Flensburg-Handewitt () | Sandra Toft            | Team Esbjerg               |
| 2016-2017 | Mikkel Hansen (6)          | Paris Saint-Germain ()    | Stine Jørgensen (2)    | FC Midtjylland             |
| 2015-2016 | Mikkel Hansen (5)          | Paris Saint-Germain ()    | Stine Jørgensen        | FC Midtjylland             |
| 2014-2015 | Mikkel Hansen (4)          | Paris Saint-Germain ()    | Line Jørgensen         | FC Midtjylland             |
| 2013-2014 | Niklas Landin Jacobsen     | Rhein-Neckar Löwen ()     | Maria Fisker           | Viborg HK                  |
| 2012-2013 | Anders Eggert (2)          | SG Flensburg-Handewitt () | Kristina Kristiansen   | Team Tvis Holstebro        |
| 2011-2012 | Mikkel Hansen (3)          | AG Copenhague             | Christina Pedersen (2) | Viborg HK                  |
| 2010-2011 | Mikkel Hansen (2)          | AG Copenhague             | Camilla Dalby          | Randers HK                 |
| 2009-2010 | Anders Eggert              | SG Flensburg-Handewitt () | Christina Pedersen     | FC Copenhague              |
| 2008-2009 | Mikkel Hansen              | FC Barcelone ()           | Trine Troelsen         | SK Århus                   |
| 2007-2008 | Kasper Hvidt               | FC Barcelone ()           | Rikke Skov             | Viborg HK                  |
| 2006-2007 | Non décerné                | Non décerné               | Non décerné            | Non décerné                |
| 2005-2006 | Bo Spellerberg             | KIF Kolding               | Lene Lund Nielsen      | Viborg HK                  |
| 2004-2005 | Lars Jørgensen             | Portland San Antonio ()   | Katrine Fruelund       | HC Leipzig ()              |
| 2003-2004 | Michael V. Knudsen         | Viborg HK                 | Camilla Thomsen        | FC Copenhague              |
| 2002-2003 | Lars Christiansen          | SG Flensburg-Handewitt () | Karin Mortensen        | Ikast Bording              |

### Bilan
Les joueurs et joueuses ayant été récompensés à au moins trois reprises sont :
| Rang | Joueur/Joueuse         | Nombre | Saisons                                                         |
| ---- | ---------------------- | ------ | --------------------------------------------------------------- |
| 1    | Mikkel Hansen          | 7      | 2008/09, 2010/11, 2011/12, 2014/15, 2015/16, 2016/17 et 2018/19 |
| 2    | Sandra Toft            | 4      | 2017/18, 2019/2020, 2020/21 et 2021/22                          |
| 3    | Niklas Landin Jacobsen | 3      | 2013/14, 2019/2020, 2020/21                                     |

## Équipes-types par saison

### Saison2021-2022
| Poste          | Joueur               | Équipe                | Votes |
| -------------- | -------------------- | --------------------- | ----- |
| Gardien de but | Christoffer Bonde    | Skjern Håndbold       | 76 %  |
| Ailier gauche  | Jerry Tollbring      | GOG Håndbold          | 68 %  |
| Arrière gauche | Simon Pytlick        | GOG Håndbold          | 80 %  |
| Demi-centre    | Felix Claar (en)     | Aalborg Håndbold      | 76 %  |
| Arrière droit  | Jacob Lassen         | Bjerringbro-Silkeborg | 51 %  |
| Ailier droit   | Oskar Vind Rasmussen | TMS Ringsted          | 36 %  |
| Pivot          | Oscar Bergendahl     | GOG Håndbold          | 66 %  |

| Poste            | Joueuse                | Club                   |
| ---------------- | ---------------------- | ---------------------- |
| Gardienne de but | Althea Reinhardt       | Odense Håndbold        |
| Ailière gauche   | Emma Friis             | Herning-Ikast Håndbold |
| Arrière gauche   | Mathilde Neesgaard     | Aarhus United          |
| Demi-centre      | Henny Reistad          | Team Esbjerg           |
| Arrière droite   | Dione Housheer         | Odense Håndbold        |
| Ailière droite   | Marit Røsberg Jacobsen | Team Esbjerg           |
| Pivot            | Alberte Simonsen       | Ringkøbing Håndbold    |

### Saison2020-2021
| Poste          | Joueur               | Équipe              |
| -------------- | -------------------- | ------------------- |
| Gardien de but | Josip Cavar (en)     | SønderjyskE         |
| Ailier gauche  | Emil Jakobsen (2)    | GOG Håndbold        |
| Arrière gauche | Aaron Mensing        | Team Tvis Holstebro |
| Demi-centre    | Morten Olsen         | GOG Håndbold        |
| Arrière droit  | Peter Balling        | KIF Kolding         |
| Ailier droit   | Andreas Flodman      | KIF Kolding         |
| Pivot          | Magnus Saugstrup (2) | Aalborg Håndbold    |

| Poste            | Joueuse                | Club                   |
| ---------------- | ---------------------- | ---------------------- |
| Gardienne de but | Anna Kristensen        | Viborg HK              |
| Ailière gauche   | Lærke Nolsøe           | Nykøbing Falster       |
| Arrière gauche   | Kristina Jørgensen     | Viborg HK              |
| Demi-centre      | Mia Rej                | Odense Håndbold        |
| Arrière droite   | Stine Skogrand         | Herning-Ikast Håndbold |
| Ailière droite   | Marit Røsberg Jacobsen | Team Esbjerg           |
| Pivot            | Marit Malm Frafjord    | Team Esbjerg           |

### Saison2019-2020
| Poste          | Joueur                   | Équipe                |
| -------------- | ------------------------ | --------------------- |
| Gardien de but | Kristian Saeverås        | Aalborg Håndbold      |
| Ailier gauche  | Emil Jakobsen            | GOG Håndbold          |
| Arrière gauche | Lasse Kjær Møller (2)    | GOG Håndbold          |
| Demi-centre    | Janus Daði Smárason (en) | Aalborg Håndbold      |
| Arrière droit  | Nikolaj Øris Nielsen     | Bjerringbro-Silkeborg |
| Ailier droit   | Andreas Flodman          | KIF Kolding           |
| Pivot          | Magnus Saugstrup         | Aalborg Håndbold      |

| Poste            | Joueuse                | Club                |
| ---------------- | ---------------------- | ------------------- |
| Gardienne de but | Anna Kristensen        | Viborg HK           |
| Ailière gauche   | Sanna Solberg          | Team Esbjerg        |
| Arrière gauche   | Estavana Polman        | Team Esbjerg        |
| Demi-centre      | Mia Rej                | Copenhague Handball |
| Arrière droite   | Helene Kindberg        | Silkeborg-Voel KFUM |
| Ailière droite   | Marit Røsberg Jacobsen | Team Esbjerg        |
| Pivot            | Linn Blohm             | Copenhague Handball |

### Saison2018-2019
| Poste          | Joueur              | Club                  |
| -------------- | ------------------- | --------------------- |
| Gardien de but | Emil Nielsen        | Skjern Håndbold       |
| Ailier gauche  | Magnus Bramming     | Team Tvis Holstebro   |
| Arrière gauche | Lasse Kjær Møller   | GOG Håndbold          |
| Demi-centre    | Johan Meklenborg    | Nordsjælland Håndbold |
| Arrière droit  | Ómar Ingi Magnússon | Aalborg Håndbold      |
| Ailier droit   | Johan Hansen        | Bjerringbro-Silkeborg |
| Pivot          | Bjarte Myrhol       | Skjern Håndbold       |

| Poste            | Joueuse                | Club                   | %    |
| ---------------- | ---------------------- | ---------------------- | ---- |
| Gardienne de but | Sabine Englert         | Herning-Ikast Håndbold | 51 % |
| Ailière gauche   | Lærke Nolsøe           | Nykøbing-Falster       | 59 % |
| Arrière gauche   | Estavana Polman        | Team Esbjerg           | 77 % |
| Demi-centre      | Helene Fauske          | Herning-Ikast Håndbold | 71 % |
| Arrière droite   | Louise Burgaard        | Herning-Ikast Håndbold | 41 % |
| Ailière droite   | Marit Røsberg Jacobsen | Team Esbjerg           | 83 % |
| Pivot            | Vilde Ingstad          | Team Esbjerg           | 72 % |

### Saison2017-2018
| Poste          | Joueur               | Club                  | %    |
| -------------- | -------------------- | --------------------- | ---- |
| Ailier gauche  | Magnus Bramming      | Team Tvis Holstebro   | 35 % |
| Arrière gauche | Nicolai Pedersen     | Nordsjælland Håndbold | 45 % |
| Demi-centre    | Johan Meklenborg     | Nordsjælland Håndbold | 43 % |
| Arrière droit  | Nikolaj Øris Nielsen | Bjerringbro-Silkeborg | 59 % |
| Ailier droit   | René Rasmussen       | Skjern Håndbold       | 60 % |
| Pivot          | Bjarte Myrhol        | Skjern Håndbold       | 75 % |
| Gardien de but | Torbjørn Bergerud    | Team Tvis Holstebro   | 45 % |

| Poste            | Joueuse              | Club                | %    |
| ---------------- | -------------------- | ------------------- | ---- |
| Ailière gauche   | Sanna Solberg        | Team Esbjerg        | 39 % |
| Arrière gauche   | Stine Jørgensen      | Odense Håndbold     | 77 % |
| Demi-centre      | Veronica Kristiansen | FC Midtjylland      | 47 % |
| Arrière droite   | Stine Skogrand       | Silkeborg-Voel KFUM | 77 % |
| Ailière droite   | Ayaka Ikehara        | Nykøbing Falster    | 78 % |
| Pivot            | Sarah Iversen        | Nykøbing Falster    | 53 % |
| Gardienne de but | Sandra Toft          | Team Esbjerg        | 38 % |

### Saison2016-2017
| Poste          | Joueur                 | Club                  | %    |
| -------------- | ---------------------- | --------------------- | ---- |
| Ailier gauche  | Magnus Landin Jacobsen | KIF Copenhague        | 42 % |
| Arrière gauche | Sander Sagosen         | Aalborg Håndbold      | 50 % |
| Demi-centre    | Allan Damgaard         | Bjerringbro-Silkeborg | 39 % |
| Arrière droit  | Niclas Kirkeløkke      | GOG Håndbold          | 32 % |
| Ailier droit   | Kasper Kildelund       | Team Tvis Holstebro   | 70 % |
| Pivot          | Bjarte Myrhol          | Skjern Håndbold       | 67 % |
| Gardien de but | Kasper Larsen          | Mors-Thy Håndbold     | 44 % |

| Poste            | Joueuse                 | Club                | %    |
| ---------------- | ----------------------- | ------------------- | ---- |
| Ailière gauche   | Ann Grete Nørgaard      | Viborg HK           | 60 % |
| Arrière gauche   | Trine Troelsen          | Silkeborg-Voel KFUM | 64 % |
| Demi-centre      | Veronica Kristiansen    | FC Midtjylland      | 61 % |
| Arrière droite   | Nathalie Hagman         | Team Tvis Holstebro | 51 % |
| Ailière droite   | Trine Østergaard Jensen | FC Midtjylland      | 70 % |
| Pivot            | Stine Bodholt           | Viborg HK           | 39 % |
| Gardienne de but | Sabine Englert          | FC Midtjylland      | 78 % |

### Saison2015-2016
| Poste          | Joueur                 | Club                | %    |
| -------------- | ---------------------- | ------------------- | ---- |
| Ailier gauche  | Magnus Landin Jacobsen | KIF Copenhague      | 45 % |
| Arrière gauche | Andreas Holst          | GOG Håndbold        | 67 % |
| Demi-centre    | Bo Spellerberg         | KIF Copenhague      | 33 % |
| Arrière droit  | Peter Balling          | Team Tvis Holstebro | 49 % |
| Ailier droit   | Patrick Wiesmach       | Team Tvis Holstebro | 70 % |
| Pivot          | Bjarte Myrhol          | Skjern Håndbold     | 62 % |
| Gardien de but | Emil Nielsen           | AGF Aarhus Håndbold | 67 % |

| Poste            | Joueuse                 | Club                | %    |
| ---------------- | ----------------------- | ------------------- | ---- |
| Ailière gauche   | Freja Cohrt             | Silkeborg-Voel KFUM | 48 % |
| Arrière gauche   | Stine Jørgensen         | FC Midtjylland      | 45 % |
| Demi-centre      | Estavana Polman         | Team Esbjerg        | 50 % |
| Arrière droite   | Nathalie Hagman         | Team Tvis Holstebro | 72 % |
| Ailière droite   | Trine Østergaard Jensen | FC Midtjylland      | 30 % |
| Pivot            | Linn Blohm              | Team Tvis Holstebro | 39 % |
| Gardienne de but | Rikke Poulsen           | Viborg HK           | 39 % |

### Saison2014-2015
| Poste          | Joueur             | Club                  | %    |
| -------------- | ------------------ | --------------------- | ---- |
| Ailier gauche  | Søren Nørgaard     | Lemvig-Thyborøn       | 53 % |
| Arrière gauche | Michael Damgaard   | Team Tvis Holstebro   | 71 % |
| Demi-centre    | Sebastian Skube    | Bjerringbro-Silkeborg | 32 % |
| Arrière droit  | Nikolaj Oris       | Bjerringbro-Silkeborg | 62 % |
| Ailier droit   | Patrick Wiesmach   | Team Tvis Holstebro   | 26 % |
| Pivot          | Cyril Viudes       | KIF Copenhague        | 18 % |
| Gardien de but | Sebastian Frandsen | Ribe-Esbjerg HH       | 73 % |
| Espoir         | Sebastian Frandsen | Ribe-Esbjerg HH       | ?    |

| Poste            | Joueuse                 | Club                | %    |
| ---------------- | ----------------------- | ------------------- | ---- |
| Ailière gauche   | Ann Grete Nørgaard      | Team Tvis Holstebro | 34 % |
| Arrière gauche   | Jette Hansen            | Silkeborg-Voel KFUM | 48 % |
| Demi-centre      | Nycke Groot             | FC Midtjylland      | 80 % |
| Arrière droite   | Anne Cecilie La Cour    | Silkeborg-Voel KFUM | 57 % |
| Ailière droite   | Trine Østergaard Jensen | FC Midtjylland      | 38 % |
| Pivot            | Sarah Iversen           | HC Odense           | 36 % |
| Gardienne de but | Sabine Englert          | FC Midtjylland      | 69 % |

### Saison2013-2014
| Poste          | Joueur            | Club             | %      |
| -------------- | ----------------- | ---------------- | ------ |
| Ailier gauche  | Håvard Tvedten    | Aalborg Håndbold | 34,4 % |
| Arrière gauche | Bo Spellerberg    | KIF Copenhague   | 80,1 % |
| Demi-centre    | Henrik Møllgaard  | Skjern Håndbold  | 44,5 % |
| Arrière droit  | Simon Kristiansen | SønderjyskE      | 28,2 % |
| Ailier droit   | Albert Rocas      | KIF Copenhague   | 37,4 % |
| Pivot          | Jacob Bagersted   | Aalborg Håndbold | 42,3 % |
| Gardien de but | Kevin Møller      | GOG Håndbold     | 36,8 % |

| Poste            | Joueuse                 | Club                | %      |
| ---------------- | ----------------------- | ------------------- | ------ |
| Ailière gauche   | Maria Fisker            | Viborg HK           | 68,1 % |
| Arrière gauche   | Estavana Polman         | Team Esbjerg        | 66,6 % |
| Demi-centre      | Nycke Groot             | FC Midtjylland      | 57,7 % |
| Arrière droite   | Ida Bjørndalen          | Vejen EH            | 39,8 % |
| Ailière droite   | Trine Østergaard Jensen | FC Midtjylland      | 82,3 % |
| Pivot            | Mette Gravholt          | Team Tvis Holstebro | 82,3 % |
| Gardienne de but | Sabine Englert          | FC Midtjylland      | 89,5 % |

### Saison2012-2013
| Meilleur joueur | Bo Spellerberg (2) | KIF Copenhague      | -      |
| Ailier gauche   | Jeppe Riber        | Ribe-Esbjerg HH     | 55,2 % |
| Arrière gauche  | Henrik Møllgaard   | Skjern Håndbold     | 77,1 % |
| Demi-centre     | Lukas Karlsson     | KIF Copenhague      | 39,4 % |
| Arrière droit   | Rune Ohm           | SønderjyskE         | 55,2 % |
| Ailier droit    | Patrick Wiesmach   | Team Tvis Holstebro | 63,7 % |
| Pivot           | Jacob Bagersted    | Aalborg Håndbold    | 35,5 % |
| Gardien de but  | Kasper Hvidt       | KIF Copenhague      | 34,3 % |

| Poste            | Joueuse                 | Club                 | %      |
| ---------------- | ----------------------- | -------------------- | ------ |
| Ailière gauche   | Ann Grete Nørgaard      | Team Tvis Holstebro  | 39,1 % |
| Arrière gauche   | Stine Jørgensen         | Aalborg DH           | 42,5 % |
| Demi-centre      | Estavana Polman         | SønderjyskE Håndbold | 40,2 % |
| Arrière droite   | Louise Burgaard         | Team Tvis Holstebro  | 40 %   |
| Ailière droite   | Trine Østergaard Jensen | FC Midtjylland       | 51,4 % |
| Pivot            | Mette Gravholt          | Team Tvis Holstebro  | 34,7 % |
| Gardienne de but | Sabine Englert          | FC Midtjylland       | 45,3 % |

### Saison2011-2012
| Poste          | Joueur                  | Club                  |
| -------------- | ----------------------- | --------------------- |
| Ailier gauche  | Guðjón Valur Sigurðsson | AG Copenhague         |
| Arrière gauche | Mikkel Hansen           | AG Copenhague         |
| Demi-centre    | Chris Jørgensen         | Nordsjælland Håndbold |
| Arrière droit  | Kasper Søndergaard      | Skjern Håndbold       |
| Ailier droit   | Niclas Ekberg           | AG Copenhague         |
| Pivot          | Jacob Bagersted         | Aalborg Håndbold      |
| Gardien de but | Kasper Hvidt            | AG Copenhague         |

| Poste            | Joueuse                 | Club           |
| ---------------- | ----------------------- | -------------- |
| Ailière gauche   | Maria Fisker            | Viborg HK      |
| Arrière gauche   | Trine Troelsen          | FC Midtjylland |
| Demi-centre      | Gøril Snorroeggen       | Team Esbjerg   |
| Arrière droite   | Ida Bjørndalen          | KIF Vejen      |
| Ailière droite   | Trine Østergaard Jensen | FC Midtjylland |
| Pivot            | Ulrika Ågren            | Team Esbjerg   |
| Gardienne de but | Christina Pedersen      | Viborg HK      |

### Saison2010-2011
| Poste          | Joueur                 | Club                  |
| -------------- | ---------------------- | --------------------- |
| Ailier gauche  | Lars Christiansen      | Kolding IF            |
| Arrière gauche | Mikkel Hansen          | AG Copenhague         |
| Demi-centre    | Chris Jørgensen        | Nordsjælland Håndbold |
| Arrière droit  | Kasper Irming          | AGF Aarhus Håndbold   |
| Ailier droit   | Niclas Ekberg          | AG Copenhague         |
| Pivot          | René Toft Hansen       | AG Copenhague         |
| Gardien de but | Niklas Landin Jacobsen | Bjerringbro-Silkeborg |

| Poste            | Joueuse             | Club                |
| ---------------- | ------------------- | ------------------- |
| Ailière gauche   | Ann Grete Nørgaard  | Team Tvis Holstebro |
| Arrière gauche   | Nycke Groot         | Team Tvis Holstebro |
| Demi-centre      | Nina Wörz           | Randers HK          |
| Arrière droite   | Camilla Dalby       | Randers HK          |
| Ailière droite   | Maibritt Kviesgaard | SK Århus Handbold   |
| Pivot            | Ulrika Ågren        | Team Esbjerg        |
| Gardienne de but | Chana Masson        | Randers HK          |

### Saison2009-2010
| Poste          | Joueur                 | Club                  |
| -------------- | ---------------------- | --------------------- |
| Ailier gauche  | Fredrik Petersen       | Bjerringbro-Silkeborg |
| Arrière gauche | Nikolaj Markussen      | Nordsjælland Håndbold |
| Demi-centre    | Andy Schmid            | Bjerringbro-Silkeborg |
| Arrière droit  | Kasper Søndergaard     | Kolding IF            |
| Ailier droit   | Kristian Bak           | Bjerringbro-Silkeborg |
| Pivot          | Henrik Toft Hansen     | Aalborg Håndbold      |
| Gardien de but | Niklas Landin Jacobsen | Bjerringbro-Silkeborg |

| Poste            | Joueuse            | Club              |
| ---------------- | ------------------ | ----------------- |
| Ailière gauche   | Gitte Brøgger Led  | SK Århus Handbold |
| Arrière gauche   | Bojana Popović     | Viborg HK         |
| Demi-centre      | Mouna Chebbah      | Team Esbjerg      |
| Arrière droite   | Marta Mangué       | Viborg HK         |
| Ailière droite   | Cristina Vărzaru   | Viborg HK         |
| Pivot            | Anja Althaus       | Viborg HK         |
| Gardienne de but | Christina Pedersen | FCK Håndbold      |

### Saison2008-2009
| Poste          | Joueur             | Club                  |
| -------------- | ------------------ | --------------------- |
| Ailier gauche  | Fredrik Petersen   | GOG Svenborg          |
| Arrière gauche | Mads Nielsen       | Bjerringbro-Silkeborg |
| Demi-centre    | Jonas Larholm      | Aalborg Håndbold      |
| Arrière droit  | Kristian Svensson  | Aalborg Håndbold      |
| Ailier droit   | Jan Lennartson     | Aalborg Håndbold      |
| Pivot          | Milutin Dragićević | Bjerringbro-Silkeborg |
| Gardien de but | Steinar Ege        | FC Copenhague         |

| Poste            | Joueuse          | Club              |
| ---------------- | ---------------- | ----------------- |
| Ailière gauche   | Gitte Aaen       | Viborg HK         |
| Arrière gauche   | Trine Troelsen   | SK Århus Handbold |
| Demi-centre      | Bojana Popović   | Viborg HK         |
| Arrière droite   | Grit Jurack      | Viborg HK         |
| Ailière droite   | Cristina Vărzaru | Viborg HK         |
| Pivot            | Isabel Blanco    | FC Midtjylland    |
| Gardienne de but | Cecilie Leganger | FCK Håndbold      |

### Saison2007-2008
| Poste          | Joueur             | Club                  | %      |
| -------------- | ------------------ | --------------------- | ------ |
| Ailier gauche  | Fredrik Petersen   | GOG Svenborg          | 47,9 % |
| Arrière gauche | Mikkel Hansen      | GOG Svenborg          | 37,6 % |
| Demi-centre    | Vegard Samdahl     | Aarhus GF             | 43,1 % |
| Arrière droit  | Kristian Svensson  | FC Copenhague         | 27,3 % |
| Ailier droit   | Lasse Svan Hansen  | GOG Svenborg          | 67,2 % |
| Pivot          | Milutin Dragićević | Bjerringbro-Silkeborg | 71,7 % |
| Gardien de but | Steinar Ege        | FC Copenhague         | 39,5 % |

| Poste            | Joueuse            | Club             | %      |
| ---------------- | ------------------ | ---------------- | ------ |
| Ailière gauche   | Ann Grete Nørgaard | Viborg HK        | 28,4 % |
| Arrière gauche   | Jelena Erić        | KIF Vejen        | 39,8 % |
| Demi-centre      | Maren Baumbach     | FCK Håndbold     | 26,1 % |
| Arrière droite   | Grit Jurack        | Viborg HK        | 41,6 % |
| Ailière droite   | Ragnhild Aamodt    | Ikast-Bording EH | 28,6 % |
| Pivot            | Isabel Blanco      | Ikast-Bording EH | 25,5 % |
| Gardienne de but | Cecilie Leganger   | Slagelse DT      | 34,8 % |

### Saison2006-2007
| Poste          | Joueur              | Club          | %    |
| -------------- | ------------------- | ------------- | ---- |
| Ailier gauche  | Andreas Toudahl     | Viborg HK     | 40 % |
| Arrière gauche | Arnór Atlason       | FC Copenhague | 81 % |
| Demi-centre    | Thomas Mogensen     | GOG Svenborg  | 34 % |
| Arrière droit  | Sabastian K. Hansen | FC Copenhague | 34 % |
| Ailier droit   | Hans Lindberg       | Viborg HK     | 72 % |
| Pivot          | Jesper Nøddesbo     | Kolding IF    | 65 % |
| Gardien de but | Steinar Ege         | FC Copenhague | 30 % |

| Poste            | Joueuse             | Club             | %    |
| ---------------- | ------------------- | ---------------- | ---- |
| Ailière gauche   | Henriette Mikkelsen | Viborg HK        | 71 % |
| Arrière gauche   | Bojana Popović      | Slagelse DT      | 79 % |
| Demi-centre      | Heidi Astrup        | Viborg HK        | 40 % |
| Arrière droite   | Grit Jurack         | Viborg HK        | 51 % |
| Ailière droite   | Ragnhild Aamodt     | Ikast-Bording EH | 37 % |
| Pivot            | Louise Svalastog    | KIF Kolding      | 26 % |
| Gardienne de but | Cecilie Leganger    | Slagelse DT      | 57 % |

### Saison2005-2006
| Poste          | Joueur            | Club          | %    |
| -------------- | ----------------- | ------------- | ---- |
| Ailier gauche  | Anders Eggert     | GOG Svenborg  | 38 % |
| Arrière gauche | Bo Spellerberg    | Kolding IF    | 73 % |
| Demi-centre    | Jesper Jensen     | Kolding IF    | 45 % |
| Arrière droit  | Kristian Svensson | FC Copenhague | 30 % |
| Ailier droit   | Hans Lindberg     | Viborg HK     | 61 % |
| Pivot          | Jesper Nøddesbo   | Kolding IF    | 75 % |
| Gardien de but | Dane Sijan        | Viborg HK     | 45 % |

| Poste            | Joueuse          | Club             | %    |
| ---------------- | ---------------- | ---------------- | ---- |
| Ailière gauche   | Maja Savić       | Slagelse DT      | 48 % |
| Arrière gauche   | Tanja Milanović  | Ikast-Bording EH | 72 % |
| Demi-centre      | Heidi Astrup     | Viborg HK        | 29 % |
| Arrière droite   | Carmen Amariei   | Slagelse DT      | 35 % |
| Ailière droite   | Louise Pedersen  | Aalborg DH       | 35 % |
| Pivot            | Isabel Blanco    | Aalborg DH       | 32 % |
| Gardienne de but | Cecilie Leganger | Slagelse DT      | 68 % |

### Saison2004-2005
| Poste          | Joueur                | Club          | %    |
| -------------- | --------------------- | ------------- | ---- |
| Ailier gauche  | Anders Eggert         | GOG Svenborg  | 62 % |
| Arrière gauche | Bo Spellerberg        | Kolding IF    | 57 % |
| Demi-centre    | Sebastian Seifert     | Kolding IF    | 39 % |
| Arrière droit  | Klavs Bruun Jørgensen | GOG Svenborg  | 40 % |
| Ailier droit   | Hans Lindberg         | Team Helsinge | 77 % |
| Pivot          | Róbert Gunnarsson     | Aarhus GF     | 87 % |
| Gardien de but | Peter Henriksen       | GOG Svenborg  | 55 % |

| Poste            | Joueuse           | Club             | %    |
| ---------------- | ----------------- | ---------------- | ---- |
| Ailière gauche   | Louise Mortensen  | Aalborg DH       | 57 % |
| Arrière gauche   | Bojana Popović    | Slagelse FH      | 75 % |
| Demi-centre      | Gro Hammerseng    | Ikast-Bording EH | 37 % |
| Arrière droite   | Grit Jurack       | Viborg HK        | 79 % |
| Ailière droite   | Josephine Touray  | Ikast-Bording EH | 39 % |
| Pivot            | Lene Lund Nielsen | GOG Håndbold     | 42 % |
| Gardienne de but | Cecilie Leganger  | Slagelse DT      | 72 % |

### Saison2003-2004
| Poste          | Joueur             | Club             |
| -------------- | ------------------ | ---------------- |
| Ailier gauche  | Boris Schnuchel    | Kolding IF       |
| Arrière gauche | Mike Næsby         | Fredericia HK    |
| Demi-centre    | Sebastian Seifert  | Kolding IF       |
| Arrière droit  | Kasper Nielsen     | GOG Svenborg     |
| Ailier droit   | Hans Lindberg      | Team Helsinge    |
| Pivot          | Michael V. Knudsen | Skjern Håndbold  |
| Gardien de but | Sørenn Rasmussen   | Aalborg Håndbold |

| Poste            | Joueuse             | Club         |
| ---------------- | ------------------- | ------------ |
| Ailière gauche   | Henriette Mikkelsen | Viborg HK    |
| Arrière gauche   | Bojana Petrović     | Slagelse FH  |
| Demi-centre      | Camilla Andersen    | Slagelse FH  |
| Arrière droite   | Natasja Burgers     | Viborg HK    |
| Ailière droite   | Ragnhild Aamodt     | GOG Håndbold |
| Pivot            | Olga Assink         | Viborg HK    |
| Gardienne de but | Rikke Schmidt       | Slagelse FH  |
| Espoir           | Mette Sjøberg       | Horsens HK   |

### Saison2002-2003
| Poste          | Joueur                | Club            |
| -------------- | --------------------- | --------------- |
| Ailier gauche  | Rasmus N. Haagensen   | ?               |
| Arrière gauche | Lasse Boesen          | Kolding IF      |
| Demi-centre    | Jesper Jensen         | Skjern Håndbold |
| Arrière droit  | Klavs Bruun Jørgensen | GOG Håndbold    |
| Ailier droit   | Hans Lindberg         | Team Helsinge   |
| Pivot          | Michael V. Knudsen    | Skjern Håndbold |
| Gardien de but | Sindre Walstad        | Kolding IF      |

| Poste            | Joueuse             | Club             |
| ---------------- | ------------------- | ---------------- |
| Ailière gauche   | Henriette Mikkelsen | Ikast Bording EH |
| Arrière gauche   | Bojana Petrović     | Slagelse FH      |
| Demi-centre      | Camilla Andersen    | Slagelse FH      |
| Arrière droite   | Trine Jensen        | Ikast Bording EH |
| Ailière droite   | Josephine Touray    | Kolding HK       |
| Pivot            | ?                   | ?                |
| Gardienne de but | Karin Mortensen     | Ikast Bording EH |

### Saison1999-2000
| Palmarès masculin non décerné ou inconnu | \| Poste \| Joueuse \| Club \| \| ---------------- \| ---------------- \| ------------------- \| \| Ailière gauche \| Line Daugaard \| Ikast-Bording EH \| \| Arrière gauche \| Katrine Fruelund \| Viborg HK \| \| Demi-centre \| Lotte Kiærskou \| Frederikshavn fI \| \| Arrière droite \| Tina Bøttzau \| Skovbakken Håndbold \| \| Ailière droite \| Louise Pedersen \| Horsens HK \| \| Pivot \| Tonje Kjærgaard \| Ikast-Bording EH \| \| Gardienne de but \| Heidi Tjugum \| Viborg HK \| |                     |
| Poste                                    | Joueuse | Club                |
| Ailière gauche                           | Line Daugaard | Ikast-Bording EH    |
| Arrière gauche                           | Katrine Fruelund | Viborg HK           |
| Demi-centre                              | Lotte Kiærskou | Frederikshavn fI    |
| Arrière droite                           | Tina Bøttzau | Skovbakken Håndbold |
| Ailière droite                           | Louise Pedersen | Horsens HK          |
| Pivot                                    | Tonje Kjærgaard | Ikast-Bording EH    |
| Gardienne de but                         | Heidi Tjugum | Viborg HK           |

## Meilleur handballeur mondial de l'année
Quatre danoises et danois ont été distingués :
- Anja Andersen en 1997
- Mikkel Hansen en 2011, 2015 et 2018
- Niklas Landin Jacobsen en 2019 et 2021
- Sandra Toft en 2021

De plus, deux entraineurs danois ont été distingués :
- Nikolaj Bredahl Jacobsen en 2021 (équipe masculine)
- Jesper Jensen en 2021 (équipe féminine)